# Earl Washington
Earl " The Ghost " Washington (3 de abril de 1921 en Chicago, Illinois – 18 de junio de 1975 en Evergreen Park, Illinois ) fue un pianista de jazz.

## Primeros años
Earl Edward Washington nació, el tercer hijo (dos hermanas mayores antes que él), el domingo 3 de abril de 1921, en el vecindario del distrito de Prairie Avenue, en el lado sureste de Chicago .  Sus padres experimentaron tiempos económicos difíciles en la era anterior y posterior a la depresión , trasladando a su familia en constante expansión al pequeño vecindario de Morgan Park, donde podían comprar una casa.  Washington asistió a Washburn High School , también en el lado sur de Chicago, donde su madre lo inscribió debido a su interés en el "arte". 
Cuando era niño, Washington quería ser pianista de jazz, pero su madre quería que estudiara música clásica, como lo había hecho ella misma cuando era niña.  Organizó clases privadas de piano clásico con el profesor de música de la familia, el Dr. Walter Dellers (profesor de música en la Academia de Música de Chicago).  Dellers le aconsejó que no cambiara la coordinación de sus ojos y manos, tan envidiada por la mayoría de los músicos de la época. 
En el verano de 1938, Washington compitió en el torneo de boxeo Chicago Golden Gloves .  Se desconoce si ganó el evento en su categoría de peso de 160 libras. 
Después de abandonar la escuela secundaria en su tercer año, trabajó como obrero en Inland Steel, ubicado en las cercanías de East Chicago, Indiana . 
Durante la Segunda Guerra Mundial , Washington se alistó en la Armada de los Estados Unidos como aprendiz de Seaman II; El énfasis como músico (MU SEA).  Se unió a la Orquesta de la Marina de los Grandes Lagos de Illinois de 1943-45. 
Después de pasar un tiempo en la Marina, asistió a los conservatorios de música de Boston y Chicago .  Se unió al Local 10-208 del Chicago Musicians 'Union el 15 de noviembre de 1945. 

## Carrera
Washington se unió a la Red Saunders Band en 1949 en el popular club nocturno Club DeLisa , donde permaneció hasta mediados de la década de 1950.  Al dejar la banda de Saunders, Washington trabajó en los estudios de grabación de Chicago, Detroit y Nueva York.  Escribió música para los artistas de Motown y grabó partituras y jingles con el pionero / innovador del jazz de Chicago Quincy Jones y el conocido disc jockey de Chicago Herb Kent en la radio WVON de Chicago. 
Mientras representaba el sello Jazz Motown y lanzaba un par de discos LP en su subsello Workshop Jazz Records , Washington trabajó como artista destacado en el Blue Note Club de Chicago, el Gaslight Club y el Playboy Club. 
Antes de su muerte, Washington trabajó en The Inn Place, impartió clases privadas de jazz-piano y dio conferencias sobre "La historia del jazz" en la Universidad de Indiana . 
El apodo de Washington, "The Ghost", surgió de su tez de piel clara. 
- Johnny Pate escribió la nota para el Taller de Washington lanzado LP "Reflexiones". 
"Hay mucho que se puede decir sobre un músico serio, y Earl Washington es un músico muy serio".  Es el tipo de músico que pasa prácticamente todo su tiempo trabajando en su música de una manera u otra.  Cuando no está practicando en el piano, está escribiendo obras originales o arreglos.  En su tiempo libre, escucha algunos de sus favoritos, que incluyen Art Tatum , Oscar Peterson , Quincy Jones , además de compositores contemporáneos como Ravel , Stravinsky y Bernstein . 
"Evidentemente, Earl no cree en la amonestación bíblica: 'Que tu mano izquierda no sepa lo que tu mano derecha', al menos no cuando toca el piano.  En "No es necesario", usa ambas manos a la perfección y, definitivamente, cada uno sabe lo que está haciendo el otro.  Es la presentación de la mano izquierda la introducción agradable que conduce a la sincopación que se desliza suavemente que es el estado de ánimo de la mano derecha "predicadora" a lo largo de la grabación. 
"En la actualidad, Earl está involucrado en la composición de una suite titulada" Omen Portend ".  Esta obra contará con el piano de fondo orquestal.  Él tiene la esperanza de grabarlo en un futuro muy próximo. 
"Reflexiones", la melodía del título, es un blues con un tinte del lejano oriente.  Earl parece estar recordando, o reflexionando sobre, por favor, un viaje a través de valles, colinas y arroyos en una tierra lejana de un nombre extraño.  Parece asombrado, y proyecta hermosamente ese sentimiento al oyente.  Vernel Fournier (baterista) parece encantado con el viaje, ansioso por moverse alrededor de la siguiente esquina rítmica.  Israel Crosby (bajista) parece haber estado allí antes; Se mueve hábilmente, constantemente, seguramente a lo largo.  "Reflexiones" es un viaje musical que el oyente querrá repetir muchas veces. 
"El tratamiento de" After Hours "por parte del señor Washington es bastante singular, debido a que primero hizo una interpretación bastante cercana a la versión original de Avery Parrish.  Luego expresa su sentimiento personal por esto ". 
- El Sr. Pate trabajó como pianista, bajista; un Organizador de Números de Producción para el Club Delisa (en la década de 1950); un compositor, director y productor es una figura importante en la evolución de la música en la escena musical de Chicago.  Su nombre aparece en los créditos de éxitos clásicos de Curtis Mayfield y The Impressions .  También actúa en la discográfica Okeh Records y Workshop Jazz; escribió y anotó "Shaft In Africa", que se convirtió en un fondo temático para el galardonado disco de platino de Jay Z '2006 Show Me What You Got . 

## Vida personal
Washington estuvo casado con Dorothy Jean durante 20 años.  Criaron seis hijos en su hogar de la comunidad del lado sur de Chicago en Washington Heights. 
Washington murió de un ataque al corazón el 18 de junio de 1975 en Evergreen Park . 

## Discografía
La mayoría de las grabaciones de Washington fueron con grandes bandas. 
De 1947 a 1954, Washington formó parte de la Red Saunders Band en el Club Delisa. 
Washington también hizo varias grabaciones con su banda "Earl Washington, All Star Jazz" (1954-1964). 
| Año  | Título                              | Género           | Discográfica |
| ---- | ----------------------------------- | ---------------- | ------------ |
| 1949 | Love Me Baby                        | Big Band         | Atlantic     |
| 1949 | I'll Get Along Somehow              | Big Band         | Atlantic     |
| 1949 | I'll Get Along Somehow, Part 2      | Big Band         | Atlantic     |
| 1949 | Happiness Is A Thing Called Joe     | Big Band         | Atlantic     |
| 1949 | Rocking Blues                       | Big Band         | Atlantic     |
| 1950 | Baby I Don’t Love You Anymore       | Traditional Jazz | Theron       |
| 1952 | Hambone                             | Crossover Jazz   | OKeh         |
| 1952 | Summertime                          | Traditional Jazz | Blue Lake    |
| 1952 | Riverboat                           | Traditional Jazz | Blue Lake    |
| 1954 | Blue Mambo                          | Crossover Jazz   | Theron       |
| 1954 | Forward Blow                        | Crossover Jazz   | Theron       |
| 1955 | I've Got News for You               | Crossover Jazz   | Theron       |
| 1955 | Grand, Nice, Swell                  | Crossover Jazz   | Theron       |
| 1955 | Whole Lotta Money                   | Traditional Jazz | Theron       |
| 1955 | I'm Just a Fool                     | Traditional Jazz | Theron       |
| 1955 | Cool Mambo                          | Crossover Jazz   | Theron       |
| 1955 | Love                                | Crossover Jazz   | Theron       |
| 1955 | Remainder                           | Crossover Jazz   | Theron       |
| 1955 | Baia                                | Traditional Jazz | Theron       |
| 1955 | Don't                               | Traditional Jazz | Theron       |
| 1955 | What Jolly Folks                    | Traditional Jazz | Theron       |
| 1955 | Saving My Love                      | Traditional Jazz | Theron       |
| 1955 | I Haven't Got the Heart             | Traditional Jazz | Theron       |
| 1958 | Miserlou                            | Surf             | Checker      |
| 1958 | Wolf Call                           | Surf             | Checker      |
| 1962 | Opus No. 3                          | Traditional Jazz | Workshop     |
| 1962 | Taste Time                          | Traditional Jazz | Workshop     |
| 1962 | The Swinging Jesters Blues          | Traditional Jazz | Workshop     |
| 1962 | March Lightly                       | Traditional Jazz | Workshop     |
| 1962 | Tony's Tune                         | Traditional Jazz | Workshop     |
| 1962 | The Ghost                           | Traditional Jazz | Workshop     |
| 1962 | Blues in the Night                  | Blue Note        | Argo         |
| 1962 | Stella by Starlight                 | Blue Note        | Argo         |
| 1962 | The Way You Look Tonight            | Blue Note        | Argo         |
| 1962 | Through for the Night               | Blue Note        | Argo         |
| 1962 | Stardust                            | Blue Note        | Argo         |
| 1962 | Night and Day                       | Blue Note        | Argo         |
| 1962 | Laughing Tonight                    | Blue Note        | Argo         |
| 1963 | Reflections                         | Latin Jazz       | Workshop     |
| 1963 | Trees                               | Latin Jazz       | Workshop     |
| 1963 | Lover                               | Latin Jazz       | Workshop     |
| 1963 | Cuban Carnival                      | Latin Jazz       | Workshop     |
| 1963 | After Hour                          | Latin Jazz       | Workshop     |
| 1963 | It Ain't Necessarily So             | Latin Jazz       | Workshop     |
| 1966 | Thoroughly Modern Millie            | Blue Note        | Decca        |
| 1966 | The Tapioca                         | Blue Note        | Decca        |
| 1966 | Do It Again                         | Blue Note        | Decca        |
| 1966 | Poor Butterfly                      | Blue Note        | Decca        |
| 1966 | Jimmy                               | Blue Note        | Decca        |
| 1966 | Stumbling                           | Blue Note        | Decca        |
| 1966 | Rose of Washington Square           | Blue Note        | Decca        |
| 1966 | Jazz Baby                           | Blue Note        | Decca        |
| 1966 | Baby Face                           | Blue Note        | Decca        |
| 1966 | The Jewish Wedding Song             | Blue Note        | Decca        |
| 1966 | Charmaine                           | Blue Note        | Decca        |
| 1966 | Japanese Sandman                    | Blue Note        | Decca        |
| 1967 | Clarinet Marmalade                  | Dixieland        | Jazz LTD.    |
| 1967 | Canal Street Blues                  | Dixieland        | Jazz LTD.    |
| 1967 | Bill Bailey                         | Dixieland        | Jazz LTD.    |
| 1967 | Just A Little While To Stay Here    | Dixieland        | Jazz LTD.    |
| 1967 | Georgia On My Mind                  | Dixieland        | Jazz LTD.    |
| 1967 | The World I Waiting For The Sunrise | Dixieland        | Jazz LTD.    |
| 1967 | Lass Trombone                       | Dixieland        | Jazz LTD.    |
| 1967 | Georgia Camp Meeting                | Dixieland        | Jazz LTD.    |
| 1967 | Tiger Rag                           | Dixieland        | Jazz LTD.    |
| 1967 | Shake That Thing                    | Dixieland        | Jazz LTD.    |
| 1967 | That’s A Plenty                     | Dixieland        | Jazz LTD.    |
| 1996 | MISIRLOU Re-Released                | Surf             | Hipo         |